# Khatlon Bokhtar
Maillots
Le Futbolny Klub Khatlon Bokhtar (en tadjik : футболии Клуби Хатлон Бохтар), plus couramment abrégé en FK Khatlon Bokhtar, est un club tadjik de football fondé en 1960 et basé dans la ville de Qurghonteppa.

## Histoire
Le Futbol Klub Vakhsh Qurghonteppa est fondé en 1960, puis est renommé en 2018 le FK Khatlon Bokhtar à la suite du renommage de la ville.

## Palmarès
| Compétitions nationales | Compétitions internationales                     |
| --- | ------------------------------------------------ |
| - Championnat du Tadjikistan (3) : - Champion : 1997, 2005 et 2009. - Vice-champion : 2004. - Coupe du Tadjikistan (2) : - Vainqueur : 1997 et 2003. - Finaliste : 2002, 2005 et 2020. | - Coupe du président de l'AFC - Finaliste : 2006 |

## Personnalités du club

### Présidents du club
- Isroil Sharipov

### Entraîneurs du club
- Uraz Tourakulov (1997-2008)
- Asliddin Khabiboullaïev (2009-2011)
- Salohiddin Ghafourov (2011-?)
- Asliddin Khabiboullaïev (2020-)